# Opisthacanthus brevicauda
Espèce
Opisthacanthus brevicauda est une espèce de scorpions de la famille des Hormuridae.

## Distribution
Cette espèce est endémique de l'État de Zulia au Venezuela. Elle se rencontre dans la Serranía de Perijá vers Mara et Jesús Enrique Lossada.

## Description
Le mâle holotype mesure 74,8 mm, les mâles mesurent de 68,7 à 81 mm et les femelles de 70,9 à 75,0 mm.

## Publication originale
- Rojas-Runjaic, Borges & Armas, 2008 : Nueva especie de "Opisthacanthus" Peters, 1861 (Scorpiones, Hemiscorpiidae) de la Sierra de Perijá, Venezuela, basada en criterios morfológicos y moleculares. Boletin de la Sociedad Entomológica Aragonesa, no 43, p. 49-59 (texte intégral).